# ويلسون غرينوود
ويلسون غرينوود (بالإنجليزية: Wilson Greenwood)‏ (1 يوليو 1871 في المملكة المتحدة - 1943) هو لاعب كرة قدم بريطاني (وحمل سابقاً جنسية المملكة المتحدة لبريطانيا العظمى وأيرلندا) في مركز الهجوم. لعب مع شيفيلد يونايتد وغريمسبي تاون ومانشستر يونايتد وWarmley F.C. ‏ وأكرينغتون.